# Eraser (album)

## Eraser
Eraser est le huitième album studio du groupe allemand Long Distance Calling. Un album qui se consacre au rapport qu'entretient l'humanité avec les autres espèces vivantes.

### Track-list
| 1.    | Enter: Death Box | 01:16 |
| 2.    | Blades           | 04:38 |
| 3.    | Kamilah          | 06:57 |
| 4.    | 500 Years        | 07:31 |
| 5.    | Sloth            | 07:23 |
| 6.    | Giants Leaving   | 03:27 |
| 7.    | Blood Honey      | 10:16 |
| 8.    | Landless King    | 06:27 |
| 9.    | Eraser           | 09:18 |
| 57:13 |                  |       |

### Personnel[2]
- David Jordan : Guitares
- Florian Füntmann: Guitares
- Jan Hoffmann : Basse
- Janosch Rathmer: Batterie